# Sukeban
Sukeban (スケバン／女番／スケ番) est un terme japonais utilisé le plus souvent pour désigner les gangs de jeunes adolescentes délinquantes. Toutefois, le terme peut parfois être utilisé uniquement en référence à une cheffe de gang et non à un gang dans sa globalité.  Le mot sukeban, apparu pour la première fois au Japon dès 1960, est un équivalent féminin du terme banchō (番長), qui désigne les gangs délinquants exclusivement masculins, n'acceptant aucune femme dans leurs rangs. 
Dès les années 1970, la vague des gangs banchō s'atténue progressivement. Les gangs de délinquants se font de plus en plus rares, au point que le terme devient totalement démodé vers le début des années 1980. C'est précisément dans les années 1970 que des gangs sukeban apparaissent au Japon.
Véritable phénomène culturel et social au Japon, les sukeban sont associées directement au féminisme. En effet, elles sont symboles de nouveauté et d'émancipation des femmes au sein d'une société japonaise sexiste et accordant peu de place au rôle des femmes. Jake Adelstein, spécialiste dans le domaine du crime au Japon, déclare : « Dans la culture nippone, généralement sexiste et dominée par les hommes, il est très étrange de voir que des gangs de femmes aient existé » ou encore : « Le monde s'ouvrait alors au féminisme, et peut-être que les gens avaient enfin réalisé que les femmes avaient le droit d'être aussi stupides, téméraires, et frivoles que les hommes. »
Une dernière vague a eu lieu avec la série Sukeban Deka de 1985 à 1987 (voir la section concernant la « Culture populaire » ci-dessous).

## Caractéristiques

### Fonctionnement
Dans les années 1970, les sukeban étaient réputées pour leur violence et pratiquaient surtout les vols à l'étalage et d'autres actes délinquants du même type, sans grande gravité. Les cas de crimes graves tels que le meurtre étaient alors assez rares, voire inexistants. Néanmoins, des conflits entre gangs rivaux existaient, et les cas de bagarres et de représailles n'étaient pas rares. Au cours des années 1980, les activités criminelles des sukeban atteignirent un taux si élevé que la police japonaise prit l'habitude de les surnommer « présages de la chute ». Malgré la volonté des autorités japonaises de réprimer ces gangs dans les années 1980-1990, le Japon connait une récente réapparition de gangs s'inspirant des sukeban.
Les sukeban étaient soumises à des règles strictes et des codes de conduite bien définis, différents selon les gangs. Si une des membres ne respectait pas ces règles, elle était immédiatement soumise à des punitions relevant la plupart du temps du lynchage. La punition la plus répandue en cas d'infraction aux règles du gang était sans doute les brûlures corporelles infligées par des cigarettes. Néanmoins, le degré de violence des punitions variait en fonction des fautes commises. La plupart du temps, les punitions étaient infligées en cas d'irrespect face aux supérieures hiérarchiques du gang, de rapprochement avec les gangs rivaux, de flirt avec le petit-ami d'une des membres du gang ou de prises de drogues. Cependant, les sukeban avaient la réputation d'être dotées d'une grande morale et d'une fidèle loyauté. Les cas de punitions étaient alors peu courants.
Les gangs sukeban sont très hiérarchisés. De manière générale, on compte toujours une ou plusieurs cheffes dans chaque gang et chacun d'entre eux possède sa propre hiérarchie. 
Les gangs comportaient un nombre de membres plus ou moins important selon les régions. Dans les années 1970 à 1980, le gang sukeban le plus important était connu sous le nom de Kanto Women Delinquent Alliance : selon la rumeur, il aurait compté jusqu’à 20 000 membres. Ce chiffre très important l’élèverait au même niveau que les yakuzas, plus grande organisation criminelle au monde, tant sur le plan de son organisation que sur le plan de sa notoriété au Japon.

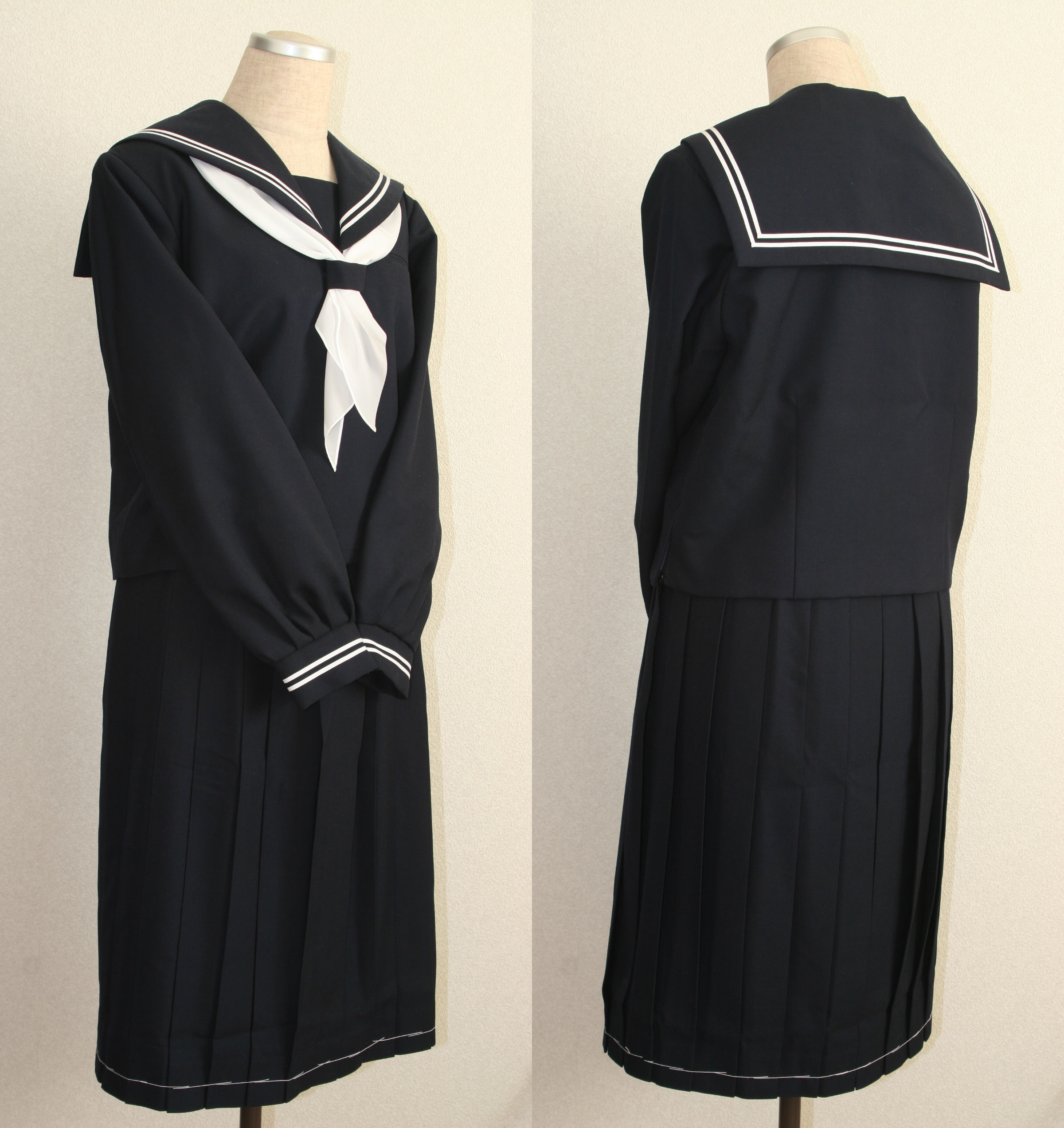
Exemple d'un sailor fuku traditionnel, une des bases du style vestimentaire de l'imagerie populaire des sukeban.

### Style vestimentaire
Les sukeban sont avant tout des adolescentes, scolarisées pour la plupart. Dans l'imagerie populaire japonaise, elles portent ainsi toujours des uniformes scolaires traditionnels japonais (tel le célèbre sailor fuku, uniforme couramment porté par les collégiennes et lycéennes nippones). Pour la jeunesse japonaise des années 1970, l'uniforme scolaire était avant tout symbole de tradition.
Cependant, il était très courant que les membres des gangs retouchent à leur manière leurs uniformes scolaires, en portant de très longues jupes, en raccourcissant leur chemises et en retroussant leurs manches, mais aussi en ajoutant au tissu des slogans en kanji ou des symboles permettant d'affirmer leur appartenance à tel ou tel gang. Il n'était pas rare que des sukeban dissimulent également sous leurs jupes des rasoirs ou des chaînes métalliques, objets de défense ou d'attaque. Les modifications capillaires étaient aussi communes (décoloration, permanentes…) mais pas le maquillage, qui restait très léger.

## Dans la culture populaire
Depuis les années 1970, l'image des sukeban est devenue relativement populaire au sein de la culture japonaise. Ainsi, de nombreux personnages de films, de séries ou de mangas représentent des sukeban. Dans les films classés « Pink » (Pinku eiga) figurent Girl Boss Guerilla (en) ou Sukeban (film) (en) (1972), ou Le Pensionnat des jeunes filles perverses (1973). Dans les mangas et anime, les sukeban sont devenues des personnages populaires dans les années 1970 à 1980 dans les seinen, mais aussi dans Sukeban Arashi (es), Sukeban Deka, YajiKita Gakuen Dōchūki (en) ou Hana no Asuka-gumi!, quatre shōjo populaires comprenant majoritairement des sukeban comme personnages principaux. 
Dans les années 1980 et 1990, on trouve des sukeban (ou d'anciennes sukeban) dans le shōjo Kimagure Orange Road (Madoka Ayukama), dans les shōnen City Hunter (Sayaka), Le Collège fou, fou, fou, New Cutey Honey, Sailor Moon (Sailor Jupiter) ou encore Détective Conan (Midori, la femme de l'inspecteur Juzo Megure).
Dans les années 2000 et 2010, des personnages de sukeban apparaissent encore dans les mangas et anime : Onidere (en) (Saya), Fruits Basket (Arisa Uotani), Ōkami-san (Ryoko Ōkami), Enfer et Paradis (Maya), Ikki Tousen (Kanu), Gokusen (Kumiko), Beelzebub (Aoi Kunieda), Inazuma Eleven GO: Galaxy (Mizukawa Minori), La Fille des enfers (Aya Kuroda), Girls und Panzer (Shark Team), Zombie Land Saga (Saki), Kill la Kill (Ryuuko Matoi est décrite comme une délinquante s'inspirant du personnage de Sukeban Deka), Magical Girl Site (Sarina Shizukume, Erika Kaijima et Ai Kawano), Oresama Teacher (en) (Mafuyu Kurosaki), Confidential Confessions (en), Durarara!! (Haruko, Youko et Akie), Magical Girl Lyrical Nanoha ViVid (en) (Les 3 agresseuses de Rinne Berlinetta) , etc.
En 2017, une sukeban est la protagoniste d’une bande dessinée de Sylvain Runberg et Victor Santos (ca), Sukeban turbo : Sisterhood.
Les sukeban sont également présentes dans des films hollywoodiens, telle Gogo Yubari dans Kill Bill.
Des sukeban sont aussi présentes dans les jeux vidéo : Nekketsu Kōha Kunio-kun avec Misuzu, Shenmue, ou encore Project Justice: Rival Schools 2 avec Aoi Himezaki.